# Empoascanara australensis
Empoascanara australensis är en insektsart som beskrevs av Irena Dworakowska 1972. Empoascanara australensis ingår i släktet Empoascanara och familjen dvärgstritar. Inga underarter finns listade i Catalogue of Life.